# 安息香缩合反应
安息香缩合反应，又称苯偶姻缩合，是一个有机反应，是氰离子(或维生素B衍生物等氮杂环卡宾类化合物)催化下两分子芳香醛进行缩合生成一个偶姻分子的反应。由于生成物是安息香（Ph-C(O)-CH(OH)-Ph）的衍生物，故名。具有安息香结构的底物在催化下亦可发生逆安息香缩合。
安息香缩合是羰基极性转换的一个典型例子。